# 太田真一
太田真一（日语：／ Ōta Shin'ichi，1975年10月11日—），日本男子自行车运动员。他曾代表日本参加2002年亚洲运动会自行车比赛，获得一枚金牌。他也曾参加2000年夏季奥林匹克运动会。